# Äußere Einfahrt 4 (Nördlingen)

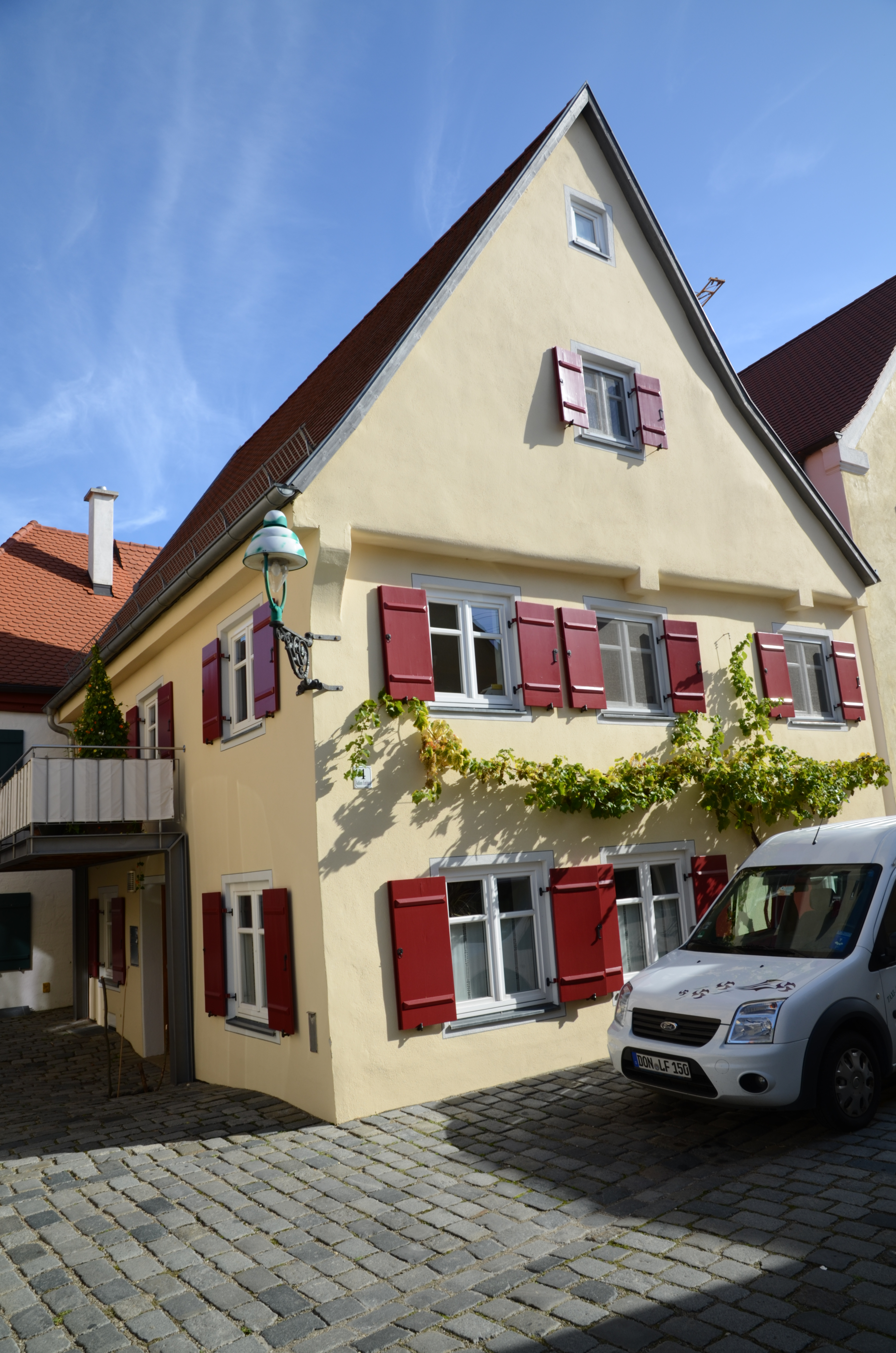
Fachwerkhaus Äußere Einfahrt 4 in Nördlingen

Das Gebäude Äußere Einfahrt 4 in Nördlingen, einer Stadt im schwäbischen Landkreis Donau-Ries in Bayern, wurde im Kern um 1500 errichtet. Das Fachwerkhaus ist ein geschütztes Baudenkmal.
Das zweigeschossige verputzte Wohnhaus mit giebelständigem Satteldach und auskragendem Giebel bildet eine bauliche Einheit mit dem Haus Nr. 6. 
Der nur teilweise erhaltene ursprüngliche Fachwerkbestand hat verblattete Holzverbindungen. 